# 中华南路街道
中华南路街道是中华人民共和国贵州省貴陽市南明区下辖的一个街道办事处。
2012年8月14日，贵阳市人民政府通知决定撤销49个街道办事处，设立90个社区服务中心。
2020年1月10日，贵阳市人民政府通知决定撤销社区服务中心，恢复设立街道办事处。

## 行政区划
中华南路街道下辖以下村级行政区划单位：
市府路社区、公园南路社区、法院街社区、都司西路社区、博爱路社区、会文巷社区、尚武巷社区、护国路社区、富水南路社区、白沙巷社区、阳明路社区、醒狮路社区、汉湘街社区。